# Arroz bomba

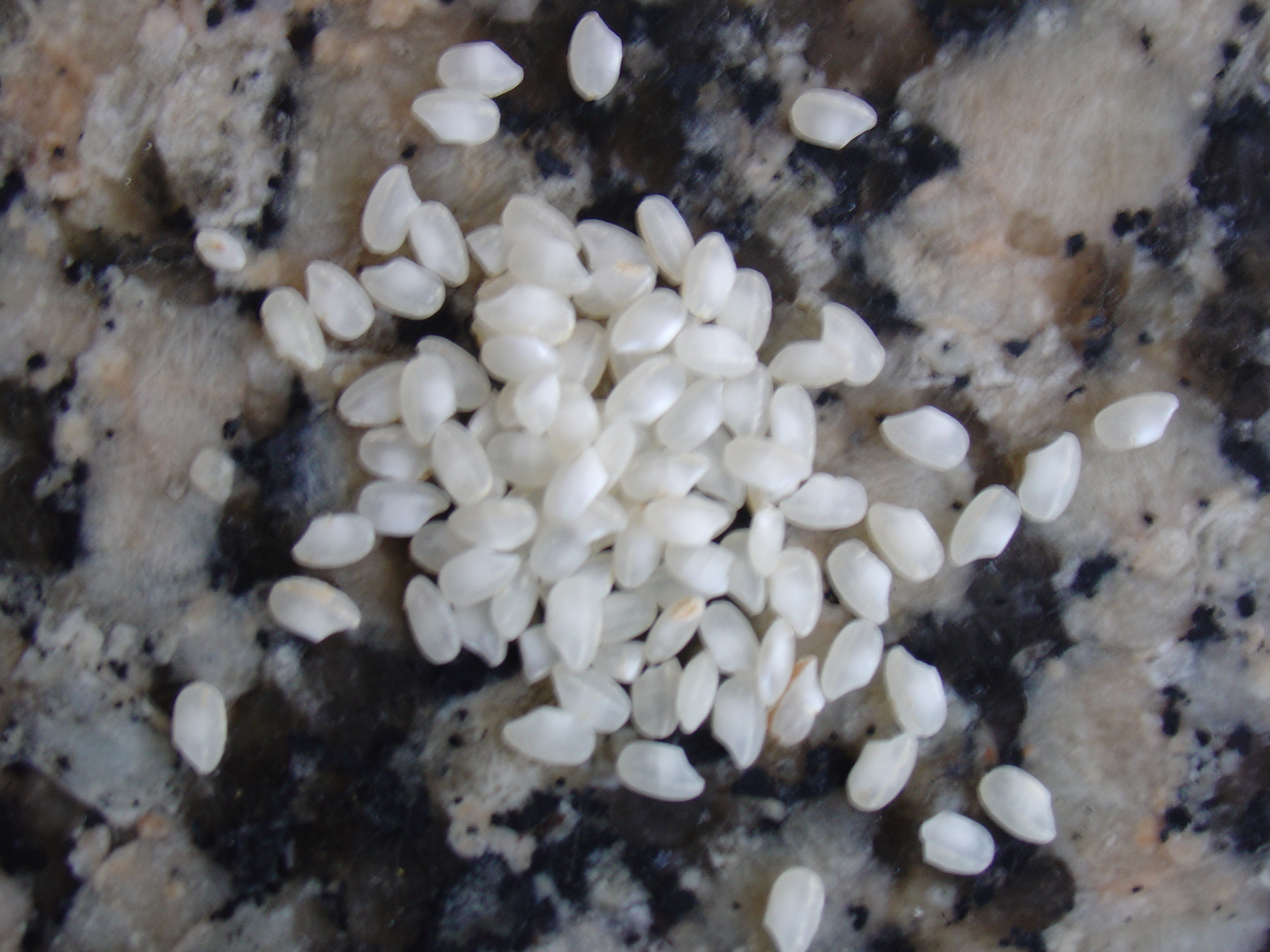
Arroz bomba de Calasparra en la que se puede apreciar el carácter casi-esférico de los granos.

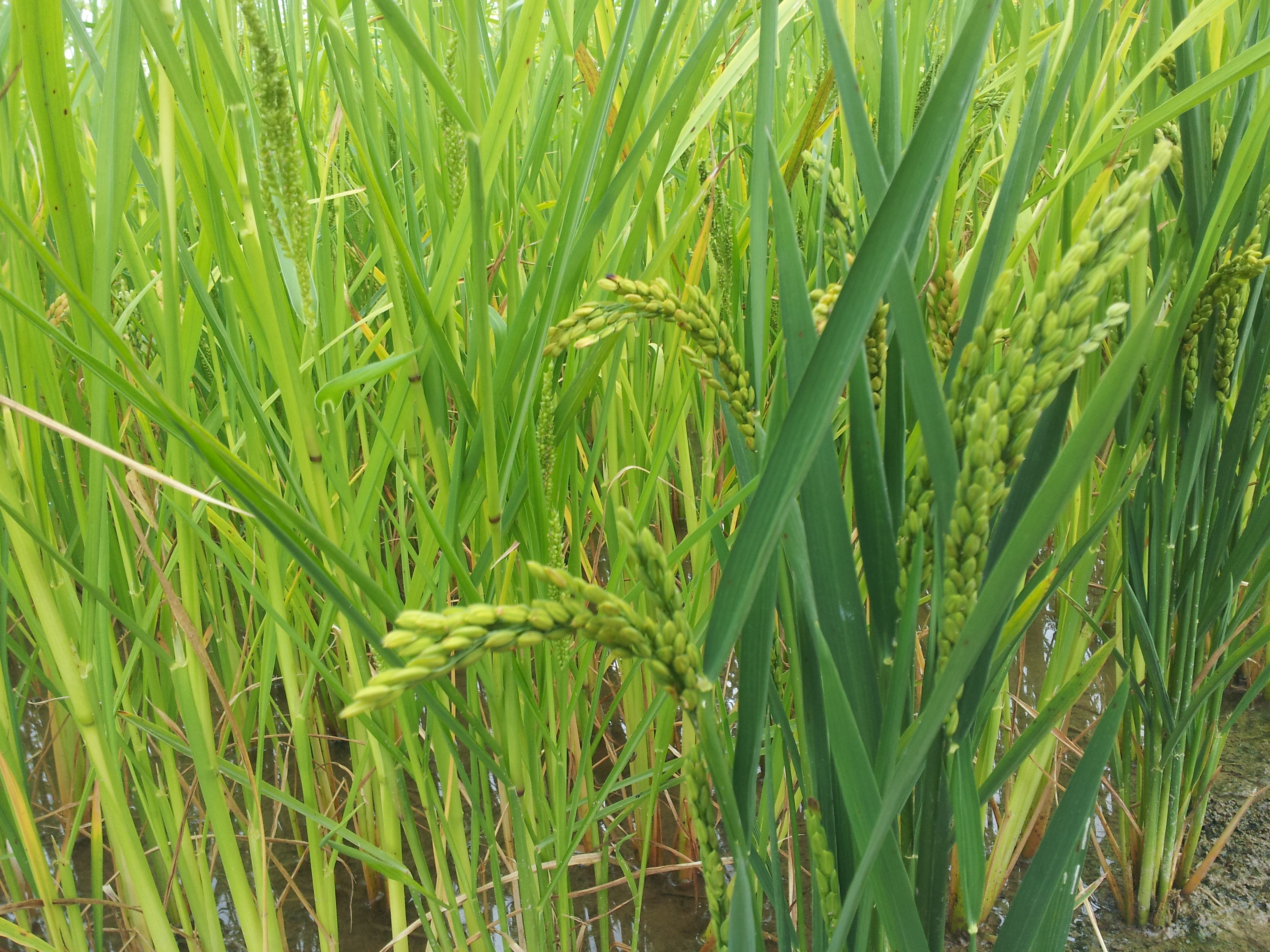
Arroz bomba con D.O. Valencia, en la marjal de Sollana.

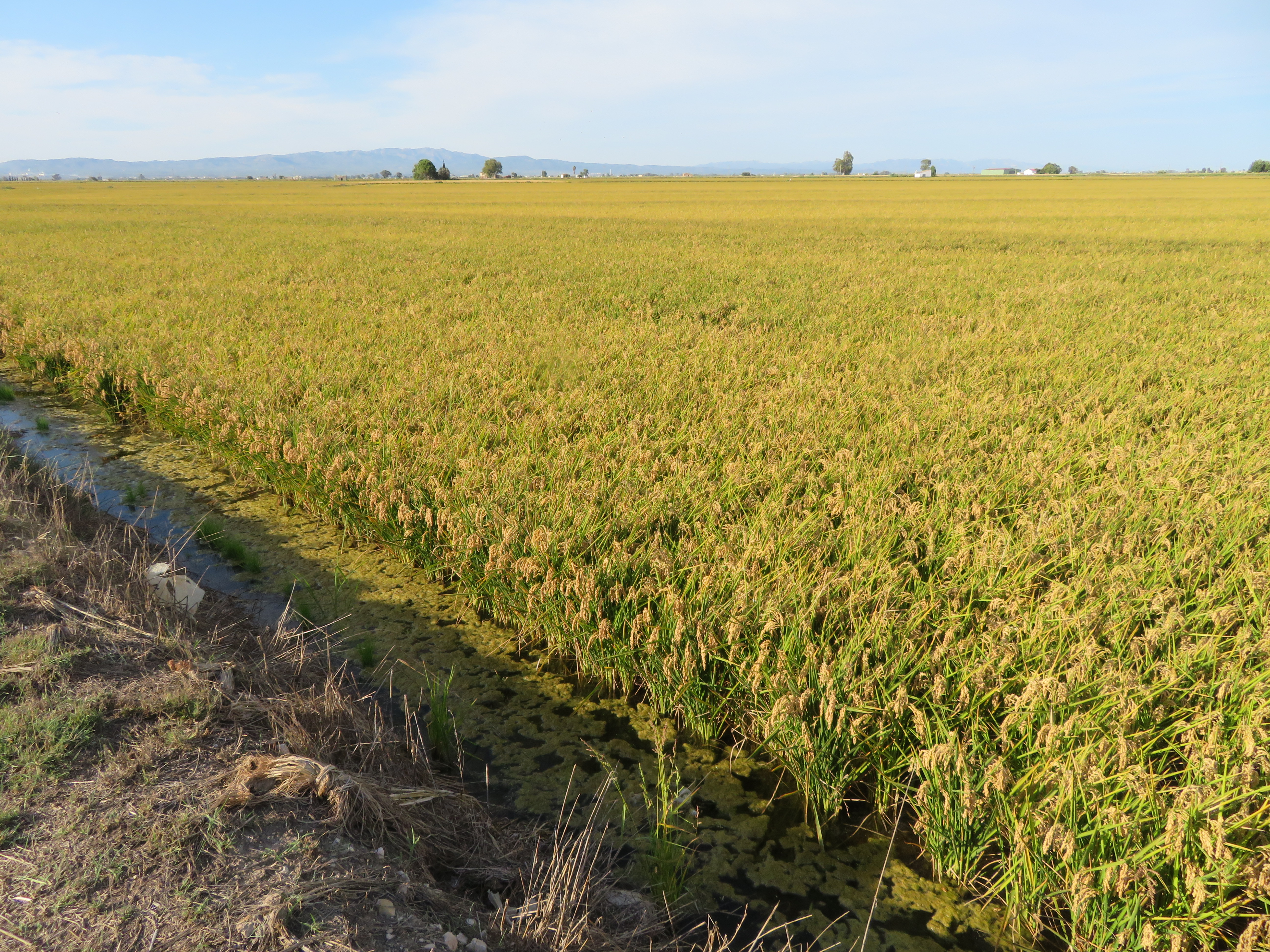
Plantación de arroz, Delta del Ebro

Arroz bomba es una variedad de arroz (Oryza sativa L.) de grano redondo. Es considerado un arroz de grano mediano debido a que contiene menos amilopectina.
Este arroz es muy habitual en la cocina de la costa del este de España y se usa especialmente para la elaboración de paella y recetas similares.

## Características
Se trata de un arroz originario de la India. Este tipo de arroces se cultiva desde la Edad Media en la península ibérica y se caracteriza por ser menos fácilmente adherible al fondo de los recipientes de cocción (se debe al contenido de un tercio de amilosa). Es de la variedad de grano corto, posee un color perlado y un aspecto consistente.  Una característica de este arroz es que el grano posee una mayor resistencia a "abrirse" durante la cocción, debido en parte a que se suele expandir durante la misma (en algunas ocasiones se menciona que como un acordeón). Tal expansión, puede llegar a alcanzar hasta dos, o tres veces volumen inicial del grano. Este tipo de arroz requiere un mayor contenido de agua que otros de grano largo. De esta forma, los granos suelen tener la misma estructura tras la cocción. Suele ser uno de los más caros entre los arroces españoles.
Uno de los más preciados es procedente de Calasparra (este con denominación de Origen) y de Moratalla.[cita requerida] También tienen gran tradición los arroces bomba de Silla (Valencia) y, sobre todo, de Pego (Alicante).[cita requerida]

## Plagas
El cultivo de este arroz está amenazado en la Comunidad Valenciana por la Pyricularia(en Murcia la misma piricularia ha causado mermas) y las malezas.